# برانيسلاف إيفانوفيتش
برانيسلاف إيفانوفيتش (بالصربية: Бранислав Ивановић) (مواليد 22 فبراير 1984 في مقاطعة سريم، صربيا، يوغوسلافيا) هو لاعب كرة قدم صربي سابق لعب مع نادي وست بروميتش ألبيون الإنجليزي، الذي اعتزل معه كلاعب، كان يلعب في مركز قلب الدفاع بالإضافة إلى الظهير الأيمن.

## مسيرته

### وست بروميتش ألبيون
يوم 15 سبتمبر 2020، انضم إيفانوفيتش إلى صفوف نادي وست بروميتش ألبيون الإنجليزي بعقد مدته عام واحد قادمًا من نادي زينيت الروسي.

## إنجازاته

### لوكوموتيف موسكو
كأس روسيا (1) :
- - 2006-07

### تشيلسي
- الدوري الإنجليزي الممتاز (2) :
  - 2009-10
  - 2014-15
- دوري أبطال أوروبا (1) :
  - 2011-12
- كأس الاتحاد الإنجليزي (3) :
  - 2009
  - 2010
  - 2012
- الدوري الأوروبي (1):
  - 2012-13
- كأس رابطة الأندية الإنجليزية المحترفة (1):
  - 2015

## روابط خارجية
- برانيسلاف إيفانوفيتش على موقع الاتحاد الدولي (مؤرشف)  (الإنجليزية)
- برانيسلاف إيفانوفيتش على موقع الاتحاد الأوربي (الإنجليزية)
- برانيسلاف إيفانوفيتش على موقع قاعدة بيانات كرة القدم.إي يو (الإنجليزية)
- برانيسلاف إيفانوفيتش على موقع بيانات كرة القدم. دي إي (الألمانية)
- برانيسلاف إيفانوفيتش على موقع ليكيب (الفرنسية)
- برانيسلاف إيفانوفيتش على موقع ناشيونال فوتبول تيمز (الإنجليزية)
- برانيسلاف إيفانوفيتش على موقع Soccerbase.com (لاعب) (الإنجليزية)
- برانيسلاف إيفانوفيتش على موقع Soccerway.com (الإنجليزية)
- برانيسلاف إيفانوفيتش على موقع عالم كرة القدم.نت (الإنجليزية)
- برانيسلاف إيفانوفيتش على موقع AS.com (الإسبانية)